# Puntius umalii
Puntius umalii är en fiskart som beskrevs av Wood, 1968. Puntius umalii ingår i släktet Puntius och familjen karpfiskar. Inga underarter finns listade i Catalogue of Life.